# Megan Gallagher
Megan Gallagher (n. 6 februarie 1960, Reading⁠(d), Pennsylvania, SUA) este o actriță americană de teatru și televiziune. A debutat în televiziune în miniserialul George Washington, apoi a avut roluri secundare în Hill Street Blues și China Beach. A devenit notabilă cu rolurile sale din The Slap Maxwell Story, The Larry Sanders Show și Millennium (Catherine Black). 

## Filmografie

### Film
| An   | Film                | Rol              |
| ---- | ------------------- | ---------------- |
| 1990 | The Ambulance       | Sandra Malloy    |
| 1991 | In a Strangers Hand | Laura McKillin   |
| 1995 | Breaking Free       | Annie Sobel      |
| 1996 | Crosscut            | Annie Hennessey  |
| 2001 | Blind Obsession     | Rebecca Rose     |
| 2002 | Contagion           | Dr. Diane Landis |
| 2002 | Van Wilder          | Holyoake Hottie  |
| 2003 | Inhabited           | Meg Russel       |
| 2005 | Mr. & Mrs. Smith    | 40s Woman        |
| 2011 | Alyce Kills         | Ginny            |
| 2015 | Get a Job           | Abbey            |

### Televiziune
| An   | Titlu                      | Rol                    |
| ---- | -------------------------- | ---------------------- |
| 1984 | Sins of the Past           | Ellen Easton           |
| 1984 | George Washington          | Peggy Shippen          |
| 1986 | L.A. Law                   | Leslie Aaron           |
| 1986 | Hill Street Blues          | Tina Russo             |
| 1987 | The Slap Maxwell Story     | Judy Ralston           |
| 1989 | Champagne Charlie          | Pauline                |
| 1989 | China Beach                | Wayloo Marie Holmes    |
| 1991 | Law & Order                | Monica Devries         |
| 1991 | Blossom                    | Arlene                 |
| 1991 | Pacific Station            | Sandy Calloway         |
| 1991 | ...And then She Was Gone   | Laura McKillin         |
| 1992 | The Larry Sanders Show     | Jeannie Sanders        |
| 1993 | Picket Fences              | Sydney Hall            |
| 1993 | Empty Nest                 | Heather Cook           |
| 1993 | Star Trek: Deep Space Nine | Nurse Garland / Mareel |
| 1995 | Nowhere Man                | Alyson Veil            |
| 1996 | ER                         | Kathy Snyder           |
| 1996 | Millennium                 | Catherine Black        |
| 1998 | The Christmas Takeover     | Elyse Madison          |
| 1999 | The Outer Limits           | Terry Russo            |
| 1999 | Lethal Vows                | Lorraine Farris        |
| 2000 | Chicken Soup for the Soul  | Carrie                 |
| 2000 | Star Trek: Voyager         | Lt. Jaryn              |
| 2001 | Family Law                 | Jamie Washington       |
| 2002 | Without a Trace            | Mrs. Freedman          |
| 2003 | The District               | Dr. Cherry             |
| 2003 | 1st to Die                 | Jill Barnhart          |
| 2004 | Life as We Know It         | Leslie Miller          |
| 2006 | 7th Heaven                 | Rose's Mom             |
| 2007 | 24                         | Jillian Wallace        |
| 2010 | The Mentalist              | May Nelson             |
| 2013 | Suits                      | Laura Zane             |
| 2017 | Double Mommy               | Tricia Bell            |
| 2017 | Designated Survivor        | Alice Rowland          |